# Saksida
Saksida je priimek več znanih Slovencev:
- Alenka Saksida (*1942), zborovodkinja in kulturna delavka
- Aljoša Saksida (*1972), glasbenik kitarist (Kraški ovčarji)
- Bogdan Saksida (1939–2021), zdravnik urolog, kirurg; maratonec (= Zveza slepih in slabovidnih Slovenije) ?
- Ernest Saksida (1919–2013), salezijanski misijonar v Braziliji
- Herko Saksida, kipar, muzealec (Goriški muzej)
- Igor Saksida (*1965), literarni zgodovinar (prof. za mladinsko književnost FF)
- Ivan (Janez) Saksida (1910–1983), agronom
- Iztok Saksida (1953–1998), avantgardni umetnik, sociolog/arheolog?/socialni antropolog, prof. FF
- Josip Saksida (1903–?), mornariški oficir, protifašist, poveljnik pomorskih sil v Alesksandriji
- Kolja Saksida (*1981), filmski animator, producent...
- Kristina Saksida (1914–2021), stoletnica
- Mirjam Saksida Pezdirc, pesnica, slikarka
- Miroslava Saksida (*1946), učiteljica in javna delavka
- Pavle Saksida (*1960), matematik, univ. prof.
- Rafaela Saksida (1912–1997), šolska sestra sv. Frančiška
- Rudolf Saksida (1913–1984), slikar ...
- Stane Saksida (1931–2023), sociolog
- Teja Saksida (*1978), muzikologinja, pevka resne in zabavne glasbe
- Viktor Saksida (1922–2021), jamar, arheolog, ekolog
- Zora Saksida (1921–2012), pisateljica, pesnica, kulturna delavka
- Žiga Saksida (*1959), igralec (Ana Monro)